# Xã Marble, Quận Saline, Arkansas
Xã Marble (tiếng Anh: Marble Township) là một xã thuộc quận Saline, tiểu bang Arkansas, Hoa Kỳ. Năm 2010, dân số của xã này là 4.887 người.